# Red Leicester

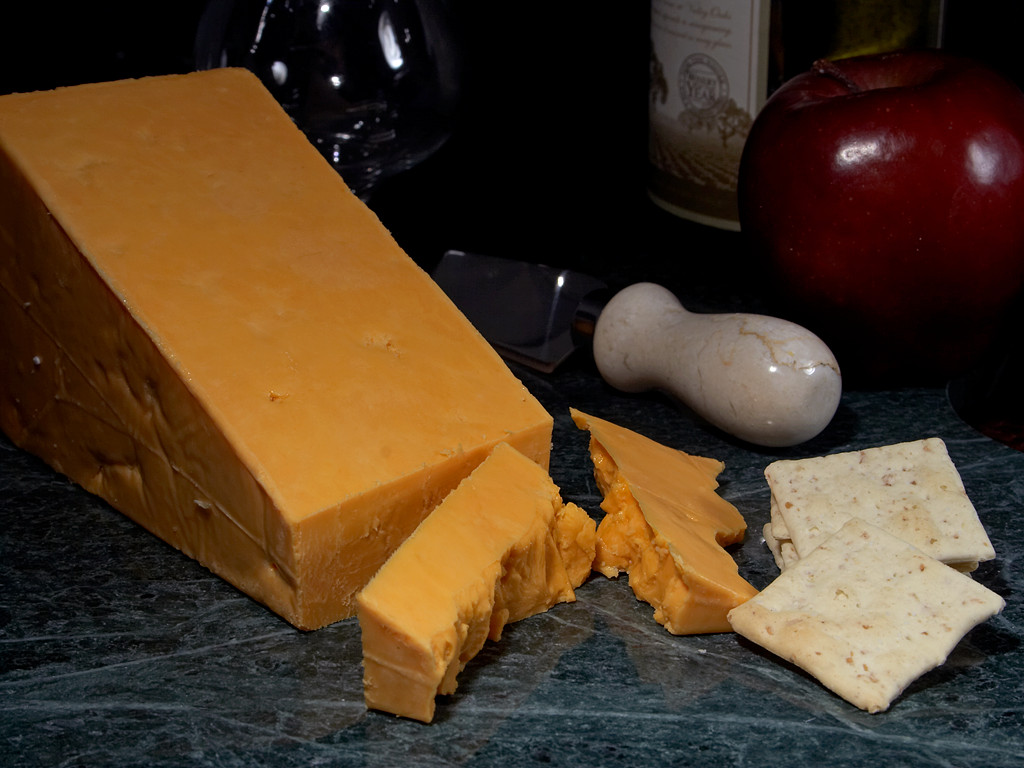
Ser typu leicester

Leicester – twardy ser z pełnego krowiego mleka, przypominający cheddar i cheshire. Pierwotnie wyrabiany w hrabstwie Leicestershire w Anglii (stąd nazwa) i barwiony za pomocą soku z marchwi lub buraków ćwikłowych. Posiada delikatny smak i intensywny pomarańczowy kolor, współcześnie uzyskiwany dzięki dodaniu barwnika annato (Red Leicester). Komponuje się z owocami i piwem.